# Démographie de la Belgique
La Belgique compte 11 697 557 habitants (5 761 410 hommes et 5 936 147 femmes) au 1er janvier 2023, soit une densité de 383,2 habitants au km². Depuis la fin des années 1990, le rythme d'accroissement de la population tend à s'accroître essentiellement par l'immigration d'étrangers, bien que le solde naturel (entre naissances et décès) se soit accru depuis l'année 2003[réf. nécessaire].

## Distribution de la population
NOTE : cette section est en cours de mise à jour
Selon des chiffres publiés par le Service Public Fédéral Intérieur.
Au 1er janvier 2022, 11 569 034 personnes précisément vivaient en Belgique.
- 6 692 989 personnes en Région flamande.
- 3 658 975 personnes en Région wallonne.
- 1 217 070 personnes en Région de Bruxelles-Capitale.

| Région                       | Population (1995) | %       | Population (2005) | %       | Population (2015) | %       | Population (2020) | %       |
| ---------------------------- | ----------------- | ------- | ----------------- | ------- | ----------------- | ------- | ----------------- | ------- |
| Belgique                     | 10 130 574        | 100,0 % | 10 445 852        | 100,0 % | 11 209 044        | 100,0 % | 11 492 641        | 100,0 % |
| Région de Bruxelles-Capitale | 951 580           | 9,4 %   | 1 006 749         | 9,6 %   | 1 175 173         | 10,5 %  | 1 211 026         | 10,6 %  |
| Région flamande              | 5 866 106         | 57,9 %  | 6 043 161         | 57,9 %  | 6 444 127         | 57,5 %  | 6 623 505         | 57,7 %  |
| Région wallonne              | 3 312 888         | 32,7 %  | 3 395 942         | 32,5 %  | 3 589 744         | 32,0 %  | 3 641 748         | 31,7 %  |

Le nombre de femmes dépasse celui des hommes en Belgique, respectivement au 1er janvier 2019 5 803 178 (50,8 %) et 5 628 228 (49,2 %) pour un nombre total d'habitants de 11 431 406 à cette date. En Wallonie comme dans la région Bruxelles Capitale le déséquilibre hommes/femmes est un peu plus grand qu'en Flandre avec respectivement un rapport de 48,9 %/51,1 %, 48,9 %/51,1 % et 49,5 %/50,5 %. La ville de Bruxelles est une des rares communes et la seule grande ville qui connaît une majorité d'hommes avec un rapport hommes/femmes.
La plus petite commune du pays reste Herstappe avec seulement 79 habitants.
En Région wallonne
- province de Hainaut : 1 345 270 personnes, la plus peuplée.
- province de Liège : 1 108 481 personnes.
- province de Namur : 495 474 personnes.
- province de Brabant wallon : 405 952 personnes.
- province de Luxembourg : 286 571 personnes, province la moins densément peuplée du royaume.

Les communes qui comptent le moins d'habitants sont Daverdisse (1 385 personnes), Herbeumont (1 646 personnes), Martelange (1 857 personnes) et Fauvillers (2 316 personnes).
En Région flamande
- province d'Anvers : 1 867 366 personnes, la plus densément peuplée.
- province de Flandre Orientale : 1 524 077 personnes.
- province de Flandre Occidentale : 1 200 129 personnes.
- province de Brabant Flamand : 1 155 148 personnes.
- province de Limbourg : 876 785 personnes.

Les communes qui comptent le moins d'habitants sont Herstappe (79 personnes), Messines (1 040 personnes), Horebeke (2 024 personnes), Espierres-Helchin (2 066 personnes) et Biévène (2 177 personnes). Toutes des communes à facilités linguistiques (sauf Horebeke), et de ce fait non fusionnées avec d'autres communes en 1977.

### Évolution de la population depuis 2000
| Année                | 2000       | 2001       | 2002       | 2003       | 2004       | 2005       | 2006       | 2007       | 2008       | 2009       | 2010       | 2011       | 2012       | 2013       | 2014       | 2015       | 2016       | 2017       | 2018       | 2019       |
| -------------------- | ---------- | ---------- | ---------- | ---------- | ---------- | ---------- | ---------- | ---------- | ---------- | ---------- | ---------- | ---------- | ---------- | ---------- | ---------- | ---------- | ---------- | ---------- | ---------- | ---------- |
| Total Belgique       | 10 239 085 | 10 263 414 | 10 309 725 | 10 355 844 | 10 396 421 | 10 445 852 | 10 511 382 | 10 584 534 | 10 665 140 | 10 753 080 | 10 839 905 | 10 951 266 | 11 035 948 | 11 099 554 | 11 150 516 | 11 209 044 | 11 267 910 | 11 322 088 | 11 376 070 | 11 431 406 |
| dont moins de 20 ans | 2 419 964  | 2 412 224  | 2 408 943  | 2 407 368  | 2 408 456  | 2 414 041  | 2 428 706  | 2 441 129  | 2 452 770  |            |            |            |            |            |            |            |            |            |            |            |
| 20-64 ans            | 6 104 028  | 6 121 455  | 6 154 390  | 6 186 086  | 6 207 845  | 6 232 311  | 6 273 659  | 6 333 343  | 6 394 370  |            |            |            |            |            |            |            |            |            |            |            |
| 65 ans et plus       | 1 715 093  | 1 729 735  | 1 746 392  | 1 762 390  | 1 780 120  | 1 799 500  | 1 809 017  | 1 810 062  | 1 819 726  |            |            |            |            |            |            |            |            |            |            |            |
|                      |            |            |            |            |            |            |            |            |            |            |            |            |            |            |            |            |            |            |            |            |
| Bruxelles-Capitale   | 959 318    | 964 405    | 978 384    | 992 041    | 999 899    | 1 006 749  | 1 018 804  | 1 031 215  | 1 047 346  | 1 068 532  | 1 089 538  | 1 119 088  | 1 138 854  | 1 154 635  | 1 163 486  | 1 175 173  | 1 187 890  | 1 191 604  | 1 198 726  | 1 208 542  |
| dont moins de 20 ans | 224 530    | 226 335    | 230 400    | 234 000    | 236 920    | 239 819    | 244 789    | 248 915    |            |            |            |            |            |            |            |            |            |            |            |            |
| 20-64 ans            | 573 880    | 578 536    | 589 465    | 600 775    | 606 564    | 611 419    | 619 470    | 629 522    |            |            |            |            |            |            |            |            |            |            |            |            |
| 65 ans et plus       | 160 908    | 159 534    | 158 519    | 157 266    | 156 415    | 155 511    | 154 545    | 152 778    |            |            |            |            |            |            |            |            |            |            |            |            |
|                      |            |            |            |            |            |            |            |            |            |            |            |            |            |            |            |            |            |            |            |            |
| Wallonne             | 3 339 516  | 3 346 457  | 3 358 560  | 3 368 250  | 3 380 498  | 3 395 942  | 3 413 978  | 3 435 879  | 3 456 356  | 3 475 671  | 3 498 384  | 3 525 540  | 3 546 329  | 3 563 060  | 3 576 325  | 3 589 744  | 3 602 216  | 3 614 473  | 3 624 377  | 3 633 795  |
| dont moins de 20 ans | 826 170    | 826 342    | 827 257    | 827 683    | 829 399    | 831 504    | 835 018    | 837 843    |            |            |            |            |            |            |            |            |            |            |            |            |
| 20-64 ans            | 1 952 977  | 1 958 798  | 1 968 083  | 1 975 997  | 1 984 368  | 1 994 329  | 2 008 734  | 2 030 059  |            |            |            |            |            |            |            |            |            |            |            |            |
| 65 ans et plus       | 560 369    | 561 317    | 563 220    | 564 570    | 566 731    | 570 109    | 570 226    | 567 977    |            |            |            |            |            |            |            |            |            |            |            |            |
|                      |            |            |            |            |            |            |            |            |            |            |            |            |            |            |            |            |            |            |            |            |
| Flamande             | 5 940 251  | 5 952 552  | 5 972 781  | 5 995 553  | 6 016 024  | 6 043 161  | 6 078 600  | 6 117 440  | 6 161 438  | 6 208 877  | 6 251 983  | 6 306 638  | 6 350 765  | 6 381 859  | 6 410 705  | 6 444 127  | 6 477 804  | 6 516 011  | 6 552 967  | 6 589 069  |
| dont moins de 20 ans | 1 369 264  | 1 359 547  | 1 351 286  | 1 345 685  | 1 342 137  | 1 342 718  | 1 348 899  | 1 354 371  |            |            |            |            |            |            |            |            |            |            |            |            |
| 20-64 ans            | 3 577 171  | 3 584 121  | 3 596 842  | 3 609 314  | 3 616 913  | 3 626 563  | 3 645 455  | 3 673 762  |            |            |            |            |            |            |            |            |            |            |            |            |
| 65 ans et plus       | 993 816    | 1 008 884  | 1 024 653  | 1 040 554  | 1 056 974  | 1 073 880  | 1 084 246  | 1 089 307  |            |            |            |            |            |            |            |            |            |            |            |            |

### Population par province
|                     | 1829      | 2003       | 2011       | 2016       | 2023       |
| ------------------- | --------- | ---------- | ---------- | ---------- | ---------- |
| Total Belgique      | 4 074 712 | 10 372 469 | 10 951 266 | 11 267 910 | 11 697 557 |
| Bruxelles-Capitale  |           | 997 126    | 1 119 088  | 1 187 890  | 1 241 175  |
| Région wallonne     |           | 3 371 992  | 3 525 540  | 3 602 216  | 3 681 575  |
| Brabant wallon      |           | 358 753    | 382 866    | 396 840    | 412 934    |
| Hainaut             | 604 957   | 1 281 727  | 1 317 284  | 1 337 157  | 1 356 895  |
| Liège               | 369 937   | 1 027 341  | 1 077 203  | 1 098 688  | 1 115 518  |
| Luxembourg          | 302 654   | 252 995    | 271 352    | 280 327    | 293 967    |
| Namur               | 212 725   | 451 176    | 476 835    | 489 204    | 502 261    |
| Région flamande     |           | 6 003 351  | 6 306 638  | 6 477 804  | 6 774 807  |
| Anvers              | 354 974   | 1 664 859  | 1 764 773  | 1 824 136  | 1 910 952  |
| Brabant flamand     |           | 1 028 831  | 1 086 446  | 1 121 693  | 1 187 483  |
| Flandre-Occidentale | 601 678   | 1 134 268  | 1 164 967  | 1 181 828  | 1 220 026  |
| Flandre-Orientale   | 733 938   | 1 371 501  | 1 445 831  | 1 486 722  | 1 561 316  |
| Limbourg            | 337 703   | 803 892    | 849 404    | 863 725    | 895 030    |

### Démographie de la communauté germanophone
La petite Communauté germanophone de Belgique bénéficie de son autonomie au sein de la Région wallonne. Les données démographiques sont rares, mais suffisantes pour se faire une idée de son évolution récente.
La natalité jadis florissante dans les années 1950-1960 est aujourd'hui la plus basse parmi les quatre entités démographiques de Belgique. Il existe une similarité des comportements reproductifs au sein de régions culturellement proches. En l'occurrence, les données démographiques de la communauté germanophone de Belgique suivent de près l'évolution de l'Allemagne, à l'instar de l'Autriche et de la Suisse alémanique. Elle diverge d'avec le schéma germanique sur un point : un net rebond de la natalité en 2005. Celui-ci ne s'est cependant pas confirmé en 2006.
Au premier janvier 2004, il y avait 12 851 étrangers dans la région, soit 17,87 %. Ces derniers sont en grande majorité des ressortissants allemands (10 429).
| Année | Population 01-01 | Naissances | Décès | Solde naturel | Solde migrat. étr. | Citoyens belges au 01-01 | Naturalisations | Population 31-12 |
| ----- | ---------------- | ---------- | ----- | ------------- | ------------------ | ------------------------ | --------------- | ---------------- |
| 2000  | 70 831           | 761        | 653   | 108           | 174                |                          | 188             | 71 036           |
| 2001  | 71 036           | 691        | 616   | 75            | 188                | 58 761                   | 204             | 71 287           |
| 2002  | 71 287           | 679        | 668   | 11            | 292                | 58 891                   | 199             | 71 571           |
| 2003  | 71 571           | 663        | 665   | -2            | 303                | 58 951                   | 166             | 71 899           |
| 2004  | 71 899           |            |       |               |                    | 59 048                   |                 | 72 512           |
| 2005  | 72 512           | 691        | 622   | 69            | 377                |                          | 163             | 73 119           |
| 2006  | 73 119           | 661        | 667   | -6            | 734                |                          | 235             | 73 675           |
| 2010  | 75 222           | 771        | 747   | 24            |                    |                          |                 | 75 716           |
| 2011  | 75 716           | 767        | 684   | 83            |                    |                          |                 | 76 128           |
| 2012  | 76 128           | 703        | 746   | -43           |                    |                          |                 | 76 090           |
| 2013  | 76 090           | 730        | 683   | 47            |                    |                          |                 | 76 273           |
| 2014  | 76 273           | 747        | 725   | 22            |                    |                          |                 | 76 328           |
| 2015  | 76 328           | 732        | 776   | -44           |                    |                          |                 | 76 591           |

## Histoire

### Mouvements de la population depuis 1988
Depuis 2000 et jusque 2010, la population de la Belgique connaît une croissance de plus en plus soutenue. Cela est dû, d'une part à une hausse de la natalité (du moins à partir de 2003-2004), mais surtout à une immigration de plus en plus importante. Celle-ci a triplé entre 1998 et 2008[réf. nécessaire], et le solde migratoire de la Belgique atteint en 2008-2009 pas moins des deux tiers du solde migratoire de la France. Une bonne partie de la hausse de la natalité est due à cette immigration d'étrangers en moyenne fort jeunes[citation nécessaire].
À noter que les chiffres de la population totale du pays et du nombre d'immigrants ne comportent que la population de droit et doivent être majorés d'un nombre important de personnes en attente de leur permis de séjour, si bien qu'en avril 2011, la population de fait du pays atteignait 11 007 020 habitants, dont quelque 60 000 dans le registre d'attente.
| Année | Population 1er janvier | nombre de naissances | nombre de décès | Solde naturel | Solde migratoire | Ajustements | Population 31 décembre | Accroissement |
| ----- | ---------------------- | -------------------- | --------------- | ------------- | ---------------- | ----------- | ---------------------- | ------------- |
| 1988  | 9 875 716              | 118 764              | 104 551         | 14 213        | 13 580           | 24 103      | 9 927 612              | 51 896        |
| 1993  | 10 068 319             | 119 828              | 106 601         | 13 227        | 29 547           | -10 462     | 10 100 631             | 32 312        |
| 1998  | 10 192 264             | 114 276              | 104 583         | 9 693         | 21 030           | -9 235      | 10 213 752             | 21 488        |
| 2003  | 10 355 844             | 112 149              | 107 039         | 5 110         | 40 016           | -4 549      | 10 396 421             | 40 577        |
| 2008  | 10 666 866             | 128 049              | 104 587         | 23 462        | 63 877           | -1 125      | 10 753 080             | 86 214        |
| 2009  | 10 753 080             | 127 297              | 104 509         | 22 788        | 62 761           | 1 276       | 10 839 905             | 86 825        |
| 2013  | 11 099 554             | 124 862              | 109 295         | 15 567        | 34 843           | 552         | 11 150 516             | 50 962        |
| 2016  | 11 250 585             |                      |                 |               |                  |             |                        |               |

## Natalité

### Naissances par province de 1980 à 2009
La Belgique connait une dénatalité plus importante en Flandre qu'ailleurs. En effet, en 25 ans, de 1980 à 2005, la Wallonie a connu une baisse de 1 179 naissances, contre 8 585 en Flandre. Quant à Bruxelles, elle affiche un bond de non moins de 2 972 naissances, soit une augmentation de près de 24 %. Cette hausse est essentiellement le fait de l'arrivée nombreux immigrés dans la ville. Ces derniers sont déjà largement francisés ou en voie de francisation, à l'instar de ce qui se passe au sein des communautés immigrées de France et de Suisse romande (voir note [1]).
À partir de 2003-2004, on note une importante reprise de la natalité, surtout en Flandre et à Bruxelles, et ce sous l'influence d'une bonne santé économique du pays - avant tout en Flandre -, et surtout d'une immigration massive d'étrangers. Malgré cela, la Flandre ne parvient pas à récupérer le niveau de natalité de 1980. À Bruxelles par contre, la natalité atteint des sommets de plus en plus élevés. De 2002 à 2009, le chiffre des naissances s'accroît ainsi de pas moins de 30 % à Bruxelles, contre 15,4 % en Flandre et seulement 7 % en Wallonie pour atteindre en 2009 les taux suivants par 1,000 habitants: 17,01 à Bruxelles, 11,10 en Flandre et 11,56 en Wallonie.
|                        | 1980    | 1990    | 2000    | 2009    |
| ---------------------- | ------- | ------- | ------- | ------- |
| Total Belgique         | 124 794 | 123 554 | 114 883 | 127 297 |
| Bruxelles-Capitale     | 12 520  | 12 852  | 13 626  | 18 176  |
| Région wallonne        | 39 783  | 41 210  | 39 380  | 40 196  |
| -- Brabant wallon      | 3 533   | 3 901   | 3 939   | 4 102   |
| -- Hainaut             | 15 912  | 15 844  | 15 040  | 15 055  |
| -- Liège               | 11 885  | 12 645  | 11 581  | 12 351  |
| -- Luxembourg          | 3 061   | 3 191   | 3 366   | 3 250   |
| -- Namur               | 5 392   | 5 629   | 5 454   | 5 438   |
| Région flamande        | 72 491  | 69 492  | 61 877  | 68 925  |
| -- Anvers              | 19 987  | 19 811  | 17 579  | 20 672  |
| -- Brabant flamand     | 11 334  | 11 173  | 10 562  | 11 414  |
| -- Flandre-Occidentale | 13 842  | 13 513  | 11 253  | 11 631  |
| -- Flandre orientale   | 16 550  | 15 454  | 14 454  | 16 350  |
| -- Limbourg            | 10 778  | 9 541   | 8 029   | 8 858   |

Note [1] - Le chiffre de 94 % de francophones à Bruxelles n'est pas officiel, ni vérifiable lors de recensements, toute question concernant l'appartenance linguistique ou la connaissance des langues ayant été bannie des recensements officiels dès 1960. Un moyen assez simple de connaître la répartition culturelle à Bruxelles est de compter les cartes d'identité, lesquelles sont obligatoires sauf pour les enfants et libellées soit en français, soit en néerlandais. Les comptages ainsi effectués récemment montrent une proportion de 94-6 en faveur de la langue française. Cependant, à toute personne ne parlant pas uniquement le néerlandais l'on présente systématiquement la carte d'identité en langue française.[réf. nécessaire] Notons qu'au dernier recensement linguistique effectué en 1947, les francophones n'étaient que moins de 74 %.

### Indice de fécondité (au niveau national et par région)
|                              | Indice de fécondité en 2009 | Indice de fécondité en 2017 |
| ---------------------------- | --------------------------- | --------------------------- |
| Belgique                     | 1,84                        | 1,64                        |
| Région de Bruxelles-Capitale | 2,10                        | 1,80                        |
| Région flamande              | 1,80                        | 1,62                        |
| Région wallonne              | 1,82                        | 1,63                        |

## Espérance de vie (au niveau national et par région) 2013
|                              | Moyenne | Hommes | Femmes |
| ---------------------------- | ------- | ------ | ------ |
| Belgique                     | 80,47   | 77,94  | 82,93  |
| Région de Bruxelles-Capitale | 80,42   | 77,76  | 82,79  |
| Région flamande              | 81,30   | 78,92  | 83,62  |
| Région wallonne              | 78,97   | 76,14  | 81,71  |

Selon les tables de mortalité annuelles, en âges révolus. Sur base des données du Registre National.

## Migration et composition culturelle
Au 1er janvier 2020, la population du pays se composait, en prenant en compte la nationalité de naissance des parents, à 67,9 % de Belges d'origine belge, à 19,7 % de Belges d'origine étrangère (les Belges ayant un ou deux parents de nationalité étrangère ou les Belges dont la première nationalité enregistrée est étrangère) et à 12,4 % de non-Belges. En outre, 14,7 % de la population du pays est d'origine extra-européenne tous âges confondus et 24,7 % chez les moins de 18 ans (dont 15,7 % d'origine africaine). En 10 ans, la part de Belges d'origine belge passe de 74,3 % à 67,9 %. Il existe de fortes différences entre les régions, du moins entre Bruxelles d'une part et la Wallonie et la Flandre d'autre part. Ainsi, pour la région de Bruxelles-Capitale, la part des personnes de nationalité étrangère s'élève à 35,3 % alors qu'elle se situe à 10,4 % en Wallonie et 9,3 % en Flandre,. Bruxelles-Capitale a la plus forte proportion de personnes dont la nationalité d’origine se situe en dehors de la zone UE27: 60,7 % contre 56,9 % en Flandre et 37,4 % en Wallonie. En prenant en compte la nationalité de naissance des parents, 74,3 % de la population de Bruxelles-Capitale est d'origine étrangère et 41,8 % d'origine extra-européenne (dont 28,7 % d'origine africaine). Chez les moins de 18 ans, 88 % sont d’origine étrangère et 57 % d’origine extra-européenne (dont 42,4 % d'origine africaine).

### Population d'origine étrangère et leurs descendants par pays d'origine
Ces chiffres proviennent de deux études différentes effectuées à deux dates différentes, c'est la raison pour laquelle les chiffres divergent de façon parfois importante selon le pays d'origine. Ils permettent cependant d'avoir des connaissances plus approfondies de l'importance de l'immigration dans la population belge car les statistiques officielles sur la seule nationalité ne permettent pas de quantifier la population de nationalité belge mais ayant une ascendance étrangère. Il s'agit d'estimation réalisées par des centres de recherche en démographie.
| Pays d'origine                                             | 2012      | 2014      |
| ---------------------------------------------------------- | --------- | --------- |
| Population totale d'origine étrangère et leurs descendants | 2 738 486 | 2 155 905 |
| Maroc                                                      | 412 310   | 303 470   |
| Italie                                                     | 451 825   | 272 830   |
| France                                                     | 268 372   | 206 515   |
| Pays-Bas                                                   | 216 284   | 177 132   |
| Turquie                                                    | 218 832   | 155 978   |
| Pologne                                                    | 73 489    | 87 864    |
| Espagne                                                    | 82 240    | 70 880    |
| République démocratique du Congo                           | 71 298    | 56 991    |
| Allemagne                                                  | 69 497    | 56 167    |
| Roumanie                                                   | 45 877    | 65 564    |
| Portugal                                                   | 48 346    | 46 173    |
| Réfugiés origine inconnus                                  | 41 242    |           |
| Ex- Yougoslavie                                            | 38 411    |           |
| Royaume-Uni                                                | 42 352    | 29 893    |
| Bulgarie                                                   | 22 877    | 28 943    |
| Algérie                                                    | 42 250    | 27 186    |
| Russie                                                     | 27 925    | 25 418    |
| Grèce                                                      | 30 574    | 24 836    |
| Inde                                                       | 24 592    | 18 575    |
| Chine                                                      | 19 606    | 17 591    |
| Tunisie                                                    | 30 532    | 16 079    |
| Cameroun                                                   | 14 888    | 15 769    |
| États-Unis                                                 | 14 785    | 14 394    |
| Rwanda                                                     | 16 333    | 12 740    |
| Pakistan                                                   | 19 247    | 11 522    |
| Luxembourg                                                 | 11 472    |           |
| Liban                                                      | 10 190    |           |
| Guinée                                                     | 8 339     | 11 154    |
| Brésil                                                     | 10 640    | 10 589    |
| Ghana                                                      | 10 080    |           |
| Iran                                                       | 14 780    | 10 021    |
| Philippines                                                | 14 375    | 9 992     |
| Afghanistan                                                | 6 197     | 9 853     |
| Arménie                                                    | 11 028    | 9 831     |
| Hongrie                                                    | 6 975     | 9 758     |

89,2 % des habitants d'origine turque ont été naturalisés, tout comme 88,4 % des habitants d'origine marocaine, 75,4 % des Italiens, 56,2 % des Français et 47,8 % des Néerlandais,, ces chiffres proviennent du travail mené par Jan Hertogen, dont les méthodes sont toutefois contestées par plusieurs de ses pairs.
La population dite « allochtone » compte une myriade de groupes culturels (ethniques) dont les plus importants, d'origines nationales italienne, marocaine, congolaise, turque ou espagnole, dépassent numériquement les germanophones même en tenant compte de la diversité culturelle (ethnique) interne de chacun de ces groupes.
Le 20 mai 2003, le Roi confie au président du Parti socialiste, Elio Di Rupo, la mission d'informateur. Celui-ci rencontre à cette occasion le 27 mai des représentants des cultes, d’associations philosophiques et des communautés civiles culturelles minoritaires: la communauté maghrébine, la communauté turque, la communauté juive et la communauté africaine subsaharienne. C'est la première fois dans l'histoire de la Belgique qu'une reconnaissance officielle implicite est accordée à une partie de ce que le Québec désigne sous l'appellation « communautés ethnoculturelles »[réf. nécessaire].
Depuis la nouvelle loi de Jean Gol facilitant l'octroi de la nationalité belge par une relaxation des différentes options (naissances, mariages etc.), plus de 1,3 million de migrants sont devenus belges.

## Étrangers en Belgique
|                    | 2000    | 2005    | 2010      | 2015      | 2025      |
| ------------------ | ------- | ------- | --------- | --------- | --------- |
| Total Belgique     | 897.110 | 870.862 | 1.057.666 | 1.255.286 | 1.634.924 |
| Bruxelles-Capitale | 273.613 | 265.211 | 399.433   | 504.130   | 756.393   |
| Région wallonne    | 329.847 | 308.362 | 331.163   | 352.430   | 411.476   |
| Région flamande    | 293.650 | 297.289 | 327.070   | 398.726   | 467.055   |

|                       | 2000   | 2001   | 2002   | 2003   |
| --------------------- | ------ | ------ | ------ | ------ |
| Total                 | 57.295 | 65.974 | 70.230 | 68.800 |
| Afrique               | 9.726  | 12.879 | 15.019 | 14.421 |
| Afrique du nord       | 6.648  | 8.351  | 9.903  | 9.825  |
| -- Algérie            | 466    | 673    | 710    | 732    |
| -- Maroc              | 5.667  | 7.072  | 8.495  | 8.444  |
| -- Tunisie            | 354    | 440    | 494    | 510    |
| Afrique subsaharienne | 3.078  | 4.528  | 5.116  | 4.596  |
| -- R. D. Congo        | 831    | 1.425  | 1.325  | 1.134  |
| -- Cameroun           | 249    | 334    | 468    | 456    |
| Asie                  | 7.739  | 9.056  | 11.166 | 10.904 |
| -- Turquie            | 2.812  | 2.982  | 3.872  | 3.828  |
| -- Chine              | 815    | 1.272  | 2.125  | 1.575  |
| -- Japon              | 890    | 798    | 820    | 938    |
| -- Inde               | 662    | 852    | 959    | 1.101  |
| -- Pakistan           | 146    | 283    | 383    | 390    |
| Europe                | 34.316 | 37.298 | 37.691 | 37.775 |
| -- Allemagne          | 3.037  | 2.884  | 2.966  | 2.942  |
| -- Espagne            | 1.355  | 1.528  | 1.503  | 1.545  |
| -- France             | 8.108  | 8.040  | 8.135  | 8.191  |
| -- Grèce              | 533    | 554    | 593    | 641    |
| -- Italie             | 2.600  | 2.439  | 2.310  | 2.293  |
| -- Pays-Bas           | 7.178  | 8.167  | 8.404  | 8.547  |
| -- Pologne            | 1.134  | 2.928  | 2.427  | 2.086  |
| -- Portugal           | 1.324  | 1.347  | 1.567  | 1.823  |
| -- Royaume-Uni        | 3.225  | 2.660  | 2.543  | 2.496  |
| -- Suède              | 640    | 515    | 526    | 481    |
| -- Roumanie           | 650    | 966    | 994    | 998    |
| -- Russie             | 579    | 645    | 594    | 610    |
| Amériques             | 5.120  | 6.018  | 5.787  | 5.306  |
| -- Brésil             | 416    | 487    | 472    | 451    |
| -- Canada             | 566    | 540    | 632    | 628    |
| -- États-Unis         | 2.794  | 2.891  | 2.701  | 2.483  |
| Total                 | 57.295 | 65.974 | 70.230 | 68.800 |

### Évolution du solde migratoire
Les mouvements d'immigration et de naturalisation constatés au sein de la population étrangère sont assez importants, proportionnellement à la population du pays.
On constate tout d'abord qu'au cours des quinze dernières années, le flux d'immigrants a été constant et tendanciellement haussier, avec un minimum assez élevé de 19.529 en 1997, et un maximum de 50 772 personnes en 2006. Au total, en quinze ans, ce sont plus de 480 000 immigrants qui sont venus s'ajouter aux dix millions (plus ou moins) de résidents.
Ce flux d'immigrants est particulièrement important au niveau de la région de Bruxelles-Capitale où ce mouvement tend à s'accentuer depuis le début des années 2000. La ville reçoit actuellement plus de 40 % de la totalité des immigrants en Belgique, alors qu'elle ne compte que moins de 10 % de la population du pays. À elle seule elle reçoit autant d'immigrants que toute la région flamande six fois plus peuplée.
| Année | Total Solde migrat. | dont Bruxelles | dont Wallonie | dont Flandre | Total naturalisations | dont Bruxelles | dont Wallonie | dont Flandre |
| ----- | ------------------- | -------------- | ------------- | ------------ | --------------------- | -------------- | ------------- | ------------ |
| 1991  | 33.708              |                |               |              | 8.457                 |                |               |              |
| 1996  | 24.848              |                |               |              | 24.581                |                |               |              |
| 2001  | 35.363              | 15.833         | 4.964         | 14.566       | 62.982                | 21.796         | 15.170        | 26.016       |
| 2006  | 50.772              | 20.921         | 9.389         | 20.262       | 31.860                | 9.827          | 8.769         | 13.264       |

| Pays d'origine                   | 1er janvier 2013 | 1er janvier 2015 | 1er janvier 2017 | 1er janvier 2019 | 1er janvier 2020 | 1er janvier 2021 | 1er janvier 2022 | 1er janvier 2023 | 1er janvier 2024 | 1er janvier 2025 |
| -------------------------------- | ---------------- | ---------------- | ---------------- | ---------------- | ---------------- | ---------------- | ---------------- | ---------------- | ---------------- | ---------------- |
| Population totale                | 11 099 554       | 11 209 044       | 11 322 088       | 11 431 406       | 11 492 641       | 11 521 238       | 11 584 008       | 11 697 597       | 11 763 650       | 11 825 551       |
| Belgique                         | 9 904 432        | 9 953 758        | 9 994 312        | 10 039 981       | 10 065 990       | 10 073 385       | 10 100 333       | 10 124 284       | 10 155 943       | 10 190 627       |
| Total étrangers                  | 1 195 122        | 1 255 286        | 1 327 776        | 1 391 425        | 1 426 651        | 1 447 853        | 1 483 675        | 1 573 313        | 1 607 707        | 1 634 924        |
| France                           | 153 413          | 159 352          | 164 410          | 167 508          | 170 324          | 173 282          | 176 199          | 179 272          | 181 143          |                  |
| Pays-Bas                         | 143 977          | 149 199          | 153 736          | 157 474          | 159 319          | 160 875          | 163 474          | 166 360          | 168 242          |                  |
| Italie                           | 157 426          | 156 977          | 156 726          | 155 866          | 155 696          | 154 544          | 153 813          | 153 416          | 152 524          |                  |
| Roumanie                         | 50 906           | 65 768           | 80 669           | 96 034           | 105 358          | 110 917          | 117 274          | 124 876          | 128 898          |                  |
| Maroc                            | 83 271           | 82 009           | 82 586           | 80 295           | 80 579           | 80 550           | 81 420           | 81 667           | 81 872           |                  |
| Espagne                          | 54 406           | 60 386           | 63 043           | 65 476           | 67 861           | 69 933           | 73 556           | 77 333           | 80 790           |                  |
| Pologne                          | 61 524           | 68 403           | 71 457           | 71 331           | 70 671           | 69 820           | 69 082           | 68 838           | 68 136           |                  |
| Ukraine                          | 4 109            | 4 382            | 4 695            | 5 072            | 5 426            | 5 624            | 5 988            | 58 029           | 64 420           |                  |
| Portugal                         | 38 812           | 42 793           | 45 816           | 47 677           | 48 979           | 50 116           | 51 802           | 53 598           | 55 609           |                  |
| Bulgarie                         | 23 386           | 28 721           | 33 152           | 37 277           | 40 687           | 43 104           | 45 590           | 48 474           | 49 404           |                  |
| Turquie                          | 37 989           | 36 747           | 36 167           | 36 678           | 37 492           | 37 717           | 38 936           | 40 250           | 41 700           |                  |
| Allemagne                        | 39 745           | 39 294           | 39 501           | 39 608           | 39 714           | 39 936           | 40 331           | 40 850           | 41 206           |                  |
| Syrie                            |                  |                  |                  |                  | 32 594           | 32 614           | 32 264           | 32 274           |                  |                  |
| Inconnus et apatrides            | 8 909            | 11 529           | 14 844           | 21 380           | 23 286           | 25 326           | 26 270           | 26 790           | 24 314           |                  |
| Afghanistan                      | 5 100            | 8 030            | 11 133           | 16 372           | 17 717           | 18 263           | 19 561           | 21 451           | 23 306           |                  |
| République démocratique du Congo | 20 066           | 20 625           | 21 282           | 21 526           | 21 357           | 21 395           | 21 617           | 21 363           | 21 131           |                  |
| Inde                             | 8 864            | 10 383           | 11 733           | 14 683           | 15 747           | 15 999           | 17 050           | 18 696           | 20 141           |                  |
| Grèce                            | 15 513           | 16 275           | 17 017           | 17 921           | 18 297           | 18 375           | 18 720           | 19 204           | 19 638           |                  |
| Cameroun                         | 10 035           | 10 732           | 11 842           | 12 831           | 13 201           | 13 756           | 15 169           | 15 485           | 15 912           |                  |
| Chine                            | 10 454           | 11 275           | 12 155           | 12 930           | 13 479           | 13 037           | 13 544           | 14 075           | 14 490           |                  |
| Royaume-Uni                      | 24 543           | 23 794           | 22 949           | 20 344           | 19 026           | 18 574           | 16 273           | 14 816           | 13 840           |                  |
| Brésil                           | 7 463            | 8 047            | 8 456            | 9 210            | 9 745            | 10 092           | 10 880           | 11 778           | 12 817           |                  |
| Palestine                        |                  |                  |                  |                  | 6 784            | 7 198            | 8 500            | 11 753           |                  |                  |
| Russie                           | 13 831           | 12 434           | 12 259           | 12 045           | 11 836           | 11 514           | 11 414           | 11 244           | 11 125           |                  |
| Algérie                          | 10 075           | 9 944            | 9 961            | 9 784            | 9 938            | 10 073           | 10 313           | 10 634           | 10 807           |                  |
| États-Unis                       | 11 526           | 11 489           | 11 252           | 10 793           | 10 877           | 10 356           | 10 497           | 10 354           | 10 365           |                  |
| Guinée                           | 6 930            | 8 262            | 9 657            | 9 903            | 9 948            | 10 022           | 10 241           | 10 154           | 9 997            |                  |
| Irak                             | 6 195            | 6 559            | 10 838           | 13 227           | 13 375           | 13 003           | 11 585           | 10 052           | 8 747            |                  |
| Tunisie                          | 4 996            | 5 524            | 6 091            | 6 398            | 6 627            | 6 967            | 7 268            | 7 819            | 8 517            |                  |
| Slovaquie                        | 5 350            | 5 707            | 6 121            | 6 463            | 6 820            | 6 879            | 7 230            | 7 416            | 7 659            |                  |
| Albanie                          | 4 941            | 5 100            | 5 167            | 5 582            | 5 943            | 6 288            | 6 610            | 7 054            | 7 518            |                  |
| Érythrée                         |                  |                  |                  |                  | 4 068            | 4 585            | 5 810            | 7 476            |                  |                  |
| Hongrie                          | 5 300            | 6 167            | 6 509            | 6 761            | 6 897            | 6 929            | 7 009            | 7 145            | 7 439            |                  |
| Somalie                          | 1 286            | 1 660            | 3 440            | 5 237            | 5 784            | 6 205            | 6 321            | 6 227            | 6 247            |                  |
| Kosovo                           | 4 597            | 4 553            | 4 533            | 4 830            | 5 147            | 5 401            | 5 606            | 5 785            | 6 043            |                  |
| Pakistan                         | 4 673            | 4 959            | 5 287            | 5 293            | 5 295            | 5 320            | 5 484            | 5 669            | 6 001            |                  |
| Iran                             | 4 480            | 4 381            | 4 107            | 4 549            | 4 756            | 4 948            | 5 196            | 5 305            | 5 765            |                  |
| Macédoine du Nord                | 4 630            | 4 280            | 4 436            | 4 662            | 4 786            | 4 802            | 4 696            | 4 524            | 5 417            |                  |
| Irlande                          | 4 003            | 4 035            | 4 168            | 4 321            | 4 460            | 4 631            | 5 008            | 5 230            | 5 334            |                  |
| Luxembourg                       | 4 361            | 4 335            | 4 384            | 4 452            | 4 522            | 4 648            | 4 892            | 5 123            | 5 261            |                  |
| Arménie                          | 6 765            | 6 578            | 4 747            | 4 434            | 4 830            | 5 106            | 5 085            | 5 267            | 5 177            |                  |
| Serbie                           | 4 091            | 3 718            | 3 961            | 4 247            | 4 576            | 4 862            | 5 041            | 5 077            | 5 151            |                  |
| Ghana                            | 3 940            | 4 449            | 4 635            | 4 528            | 4 647            | 4 625            | 4 760            | 4 852            | 4 842            |                  |
| Philippines                      | 3 774            | 4 142            | 4 398            | 4 346            | 4 330            | 4 319            | 4 349            | 4 597            | 4 720            |                  |
| Burundi                          |                  | 1 587            | 1 782            | 2 379            | 2 806            | 3 167            | 3 563            | 3 691            | 4 483            |                  |
| Suède                            | 4 262            | 3 918            | 3 859            | 3 763            | 3 749            | 3 754            | 3 919            | 4 058            | 4 247            |                  |
| Japon                            | 4 464            | 4 386            | 4 263            | 4 385            | 4 406            | 4 111            | 4 260            | 4 241            | 4 242            |                  |
| République tchèque               | 3 212            | 3 407            | 3 490            | 3 468            | 3 614            | 3 676            | 3 782            | 3 798            | 3 848            |                  |
| Nigeria                          | 3 293            | 3 671            | 3 786            | 3 755            | 3 731            | 3 738            | 3 783            | 3 831            | 3 816            |                  |
| Thaïlande                        | 3 398            | 3 499            | 3 705            | 3 842            | 3 889            | 3 777            | 3 862            | 3 881            | 3 747            |                  |
| Liban                            |                  |                  |                  |                  | 1 952            | 2 169            | 2 868            | 3 414            | 3 768            |                  |
| Moldavie                         |                  |                  |                  |                  | 1 866            | 2 163            | 2 682            | 3 730            |                  |                  |
| Lituanie                         | 2 168            | 2 472            | 2 506            | 2 836            | 3 054            | 3 165            | 3 347            | 3 511            | 3 589            |                  |
| Croatie                          | 1 026            | 1 491            | 2 040            | 2 601            | 2 815            | 3 023            | 3 173            | 3 366            | 3 533            |                  |
| Sénégal                          | 1 890            | 2 223            | 2 610            | 2 792            | 2 896            | 2 937            | 3 108            | 3 223            | 3 351            |                  |
| Autriche                         | 2 712            | 2 767            | 2 814            | 2 844            | 2 883            | 2 889            | 2 983            | 3 085            | 3 159            |                  |
| Finlande                         | 2 926            | 2 859            | 2 863            | 2 946            | 2 935            | 2 860            | 2 916            | 2 980            | 3 001            |                  |
| Rwanda                           | 3 607            | 3 316            | 3 116            | 3 023            | 2 923            | 2 850            | 2 790            | 2 753            | 2 766            |                  |
| Colombie                         |                  | 1 806            | 1 840            | 1 992            | 2 160            | 2 237            | 2 381            | 2 589            | 2 734            |                  |
| Népal                            |                  |                  |                  |                  |                  |                  | 2 140            | 2 409            | 2 687            |                  |
| Canada                           | 2 816            | 2 839            | 2 719            | 2 723            | 2 767            | 2 615            | 2 515            | 2 585            | 2 644            |                  |
| Danemark                         | 2 861            | 2 774            | 2 792            | 2 733            | 2 675            | 2 670            | 2 663            | 2 653            | 2 625            |                  |
| Angola                           | 3 026            | 2 973            | 2 864            | 2 749            | 2 662            | 2 644            | 2 628            | 2 612            | 2 595            |                  |
| Côte d'Ivoire                    | 2 169            | 2 239            | 2 287            | 2 352            | 2 391            | 2 441            | 2 543            | 2 552            | 2 559            |                  |
| Lettonie                         | 1 643            | 1 764            | 1 851            | 2 020            | 2 112            | 2 180            | 2 245            | 2 404            | 2 494            |                  |
| Suisse                           | 2 089            | 2 092            | 2 118            | 2 158            | 2 233            | 2 250            | 2 308            | 2 369            | 2 375            |                  |
| Togo                             | 2 478            | 2 472            | 2 434            | 2 317            | 2 341            | 2 335            | 2 346            | 2 269            | 2 213            |                  |
| Géorgie                          |                  |                  |                  |                  |                  |                  | 1 873            | 2 051            | 2 162            |                  |
| Égypte                           |                  |                  |                  |                  |                  |                  | 1 999            | 2 005            | 2 059            |                  |
| Indonésie                        |                  |                  |                  |                  |                  |                  |                  | 1 888            | 2 012            |                  |

| Pays/Région        | Etrangers au 1er janvier 2004 | Etrangers au 1er janvier 2004 | Etrangers au 1er janvier 2004 | Etrangers au 1er janvier 2004 | Belgique 01-01-2005 |
| Pays/Région        | Région de Bruxelles           | Région Wallonne               | Région flamande               | Belgique                      | Belgique 01-01-2005 |
| ------------------ | ----------------------------- | ----------------------------- | ----------------------------- | ----------------------------- | ------------------- |
| Allemagne          | 7 778                         | 16 331                        | 11 421                        | 35 530                        | 36 330              |
| Autriche           | 1 231                         | 267                           | 851                           | 2 349                         |                     |
| Danemark           | 1 711                         | 588                           | 1 095                         | 3 394                         |                     |
| Espagne            | 20 428                        | 13 310                        | 10 064                        | 43 802                        | 43 203              |
| Finlande           | 1 893                         | 259                           | 824                           | 2 976                         |                     |
| France             | 39 138                        | 58 206                        | 17 599                        | 114 943                       | 117 349             |
| Grèce              | 8 922                         | 4 494                         | 3 680                         | 17 096                        | 16 589              |
| Irlande            | 1.859                         | 340                           | 1.267                         | 3.466                         |                     |
| Italie             | 27.953                        | 131.909                       | 23.159                        | 183.021                       | 179.015             |
| Luxembourg         | 1.268                         | 2.494                         | 550                           | 4.312                         |                     |
| Pays-Bas           | 5.443                         | 7.078                         | 88.179                        | 100.700                       | 104.978             |
| Portugal           | 15.958                        | 4.989                         | 5.855                         | 26.802                        | 27.374              |
| Royaume-Uni        | 9.230                         | 4.755                         | 12.198                        | 26.183                        | 25.983              |
| Suède              | 2.467                         | 856                           | 1.114                         | 4.437                         |                     |
| Bosnie             | 183                           | 314                           | 563                           | 1.060                         |                     |
| Pologne            | 5.412                         | 2.217                         | 3.941                         | 11.570                        | 14.521              |
| Roumanie           | 1.958                         | 1.356                         | 1.303                         | 4.617                         | 5.632               |
| Russie             | 1.095                         | 722                           | 1.838                         | 3.655                         | 4.306               |
| Suisse             | 688                           | 548                           | 737                           | 1.973                         |                     |
| Turquie            | 11.595                        | 10.030                        | 19.711                        | 41.336                        | 40.403              |
| Yougoslavie        | 2.101                         | 1.503                         | 3.448                         | 7.052                         |                     |
| Autres Europe      | 5.657                         | 3.136                         | 6.715                         | 15.508                        |                     |
| Total Europe       | 183.968                       | 265.702                       | 216.112                       | 665.782                       |                     |
| Cameroun           | 1.209                         | 838                           | 385                           | 2.432                         |                     |
| Congo démocratique | 7.300                         | 4.088                         | 2.435                         | 13.823                        | 13.423              |
| Algérie            | 2.097                         | 4.139                         | 1.100                         | 7.336                         | 7.495               |
| Maroc              | 41.987                        | 12.977                        | 26.799                        | 81.763                        | 81.287              |
| Tunisie            | 1.350                         | 909                           | 1.069                         | 3.328                         |                     |
| Autres Afrique     | 7.157                         | 4.337                         | 7.974                         | 19.468                        |                     |
| Total Afrique      | 61.100                        | 27.288                        | 39.762                        | 128.150                       |                     |
| Inde               | 1.237                         | 393                           | 2.733                         | 4.363                         | 4.758               |
| Japon              | 2.650                         | 248                           | 1.060                         | 3.958                         |                     |
| Philippines        | 1.648                         | 139                           | 1.618                         | 3.405                         |                     |
| Chine              | 1.977                         | 1.632                         | 3.274                         | 6.883                         | 7.358               |
| Thaïlande          | 344                           | 337                           | 1.763                         | 2.444                         |                     |
| Israël             | 449                           | 116                           | 1.027                         | 1.592                         |                     |
| Pakistan           | 1.083                         | 384                           | 1.154                         | 2.621                         |                     |
| Autres Asie        | 4.538                         | 1.948                         | 5.996                         | 12.482                        |                     |
| Total Asie         | 13.926                        | 5.197                         | 18.625                        | 37.748                        |                     |
| Canada             | 892                           | 926                           | 783                           | 2.601                         |                     |
| États-Unis         | 3.050                         | 4.311                         | 4.221                         | 11.582                        | 11.476              |
| Brésil             | 848                           | 510                           | 802                           | 2.160                         |                     |
| Autres Amérique    | 4.030                         | 1.461                         | 3.209                         | 8.700                         |                     |
| Total Amérique     | 8.820                         | 7.208                         | 9.015                         | 25.043                        |                     |
| Océanie            | 324                           | 178                           | 412                           | 914                           |                     |
| Total général      | 263.451                       | 308.461                       | 288.375                       | 860.287                       |                     |

|                                    | 2016       | 2017       | 2018       | 2019       | 2020       | 2021       | 2022       | 2023       | 2024       |
| ---------------------------------- | ---------- | ---------- | ---------- | ---------- | ---------- | ---------- | ---------- | ---------- | ---------- |
| Population totale                  | 11 311 117 | 11 351 727 | 11 389 589 | 11 455 519 | 11 522 440 | 11 554 767 | 11 617 623 | 11 742 796 | 11 817 096 |
| Belgique                           | 9 461 830  | 9 470 917  | 9 478 126  | 9 482 503  | 9 490 287  | 9 484 082  | 9 491 911  | 9 488 511  | 9 485 377  |
| Population totale née à l'étranger | 1 845 631  | 1 876 726  | 1 916 272  | 1 968 060  | 2 026 370  | 2 065 727  | 2 119 691  | 2 246 910  | 2 324 053  |
| Maroc                              | 211 213    | 214 126    | 217 379    | 221 001    | 226 029    | 229 512    | 233 633    | 238 894    | 294 273    |
| Turquie                            | 183 693    | 184 520    | 184 854    | 186 113    | 187 984    | 189 894    | 191 945    | 194 193    | 159 984    |
| Italie                             | 129 370    | 129 788    | 130 049    | 130 653    | 131 200    | 131 571    | 132 818    | 134 928    | 136 301    |
| Roumanie                           | 71 732     | 77 258     | 83 504     | 90 884     | 98 281     | 103 152    | 107 994    | 113 845    | 117 520    |
| France                             | 120 119    | 119 722    | 119 081    | 119 088    | 118 996    | 117 827    | 117 098    | 116 809    | 116 372    |
| Pays-Bas                           | 98 310     | 98 536     | 99 063     | 100 080    | 101 664    | 102 326    | 104 084    | 107 897    | 112 812    |
| Ex- Union soviétique               | 51 235     | 51 700     | 53 084     | 54 643     | 56 617     | 58 063     | 59 488     | 85 789     | 91 400     |
| République démocratique du Congo   | 84 079     | 84 372     | 84 932     | 85 351     | 85 944     | 86 541     | 87 098     | 87 878     | 88 971     |
| Allemagne                          | 81 132     | 80 631     | 80 224     | 80 173     | 79 827     | 79 584     | 79 598     | 79 926     | 80 004     |
| Pologne                            | 75 531     | 76 288     | 76 930     | 77 372     | 77 587     | 77 069     | 76 615     | 77 271     | 77 690     |
| Espagne                            | 46 967     | 47 242     | 47 864     | 48 854     | 50 115     | 51 349     | 53 526     | 55 915     | 57 927     |
| Bulgarie                           | 31 300     | 32 924     | 34 821     | 36 915     | 39 926     | 42 265     | 44 454     | 46 972     | 47 862     |
| Syrie                              | 21 298     | 25 079     | 29 980     | 33 115     | 35 234     | 36 218     | 38 723     | 41 965     | 46 548     |
| Ex- Yougoslavie                    | 42 907     | 42 855     | 43 131     | 43 757     | 44 355     | 44 792     | 45 096     | 45 550     | 45 813     |
| Afghanistan                        | 20 444     | 22 145     | 22 904     | 24 224     | 27 004     | 29 820     | 35 378     | 41 553     | 43 683     |
| Portugal                           | 35 249     | 36 074     | 36 378     | 36 828     | 37 376     | 37 798     | 38 423     | 39 185     | 40 089     |
| Ukraine                            |            |            |            |            |            |            | 4 351      | 30 105     | 34 761     |
| Inde                               | 20 796     | 21 640     | 23 398     | 25 431     | 26 991     | 27 691     | 28 864     | 30 907     | 33 009     |
| Algérie                            | 26 018     | 26 167     | 26 521     | 26 994     | 27 595     | 28 063     | 28 646     | 29 433     | 30 128     |
| Cameroun                           | 17 080     | 18 182     | 19 438     | 20 783     | 22 046     | 23 425     | 25 786     | 27 536     | 29 629     |
| Brésil                             | 13 272     | 13 858     | 14 726     | 16 050     | 17 348     | 18 708     | 20 173     | 22 001     | 23 980     |
| Chine                              | 19 452     | 19 915     | 20 350     | 21 031     | 21 803     | 21 760     | 22 275     | 22 934     | 23 502     |
| Royaume-Uni                        | 22 253     | 21 998     | 21 927     | 22 065     | 22 466     | 22 904     | 22 765     | 22 416     | 22 236     |
| Irak                               | 19 866     | 19 584     | 20 300     | 21 026     | 21 217     | 21 332     | 21 476     | 21 962     | 22 196     |
| Guinée                             | 13 611     | 14 463     | 15 427     | 16 732     | 17 644     | 18 186     | 18 926     | 20 112     | 21 526     |
| Tunisie                            | 14 455     | 14 850     | 15 315     | 15 845     | 16 439     | 17 028     | 17 674     | 18 686     | 19 989     |
| Grèce                              | 16 612     | 16 886     | 17 350     | 17 873     | 18 189     | 18 248     | 18 568     | 19 161     | 19 735     |
| États-Unis                         | 16 081     | 16 079     | 15 912     | 16 086     | 16 343     | 16 090     | 16 364     | 16 492     | 16 740     |
| Iran                               | 10 668     | 10 794     | 11 112     | 11 703     | 12 510     | 13 039     | 13 538     | 14 315     | 16 704     |
| Luxembourg                         | 13 515     | 13 758     | 13 948     | 14 174     | 14 427     | 14 813     | 15 222     | 15 640     | 16 030     |
| Pakistan                           | 12 388     | 12 516     | 12 688     | 13 008     | 13 439     | 13 790     | 14 288     | 14 976     | 15 790     |
| Albanie                            | 9 855      | 10 456     | 11 019     | 11 722     | 12 428     | 13 071     | 13 783     | 14 832     | 15 585     |
| Rwanda                             | 14 075     | 14 138     | 14 271     | 14 423     | 14 619     | 14 765     | 14 865     | 15 150     | 15 462     |
| Burundi                            | 7 196      | 7 521      | 7 845      | 8 332      | 9 045      | 9 447      | 10 068     | 12 768     | 13 602     |
| Philippines                        | 10 674     | 10 967     | 11 282     | 11 566     | 11 930     | 12 157     | 12 429     | 12 946     | 13 422     |
| Liban                              | 6 772      | 6 980      | 7 340      | 8 152      | 8 549      | 9 158      | 10 343     | 11 698     | 12 641     |
| Ghana                              | 9 315      | 9 594      | 9 867      | 10 255     | 10 742     | 11 066     | 11 485     | 12 015     | 12 463     |
| Somalie                            | 5 310      | 5 922      | 6 435      | 7 260      | 8 449      | 9 094      | 10 019     | 10 618     | 11 272     |
| Thaïlande                          | 9 012      | 9 229      | 9 498      | 9 776      | 10 038     | 10 159     | 10 386     | 10 555     | 10 684     |
| Russie                             | 7 157      | 7 346      | 7 698      | 8 062      | 8 329      | 8 547      | 8 845      | 9 623      | 10 332     |
| Colombie                           | 6 312      | 6 448      | 6 733      | 7 120      | 7 706      | 8 030      | 8 239      | 9 004      | 9 811      |
| Vietnam                            | 8 258      | 8 300      | 8 347      | 8 441      | 8 482      | 8 509      | 8 569      | 8 697      | 8 949      |
| Sénégal                            | 5 749      | 5 933      | 6 210      | 6 646      | 7 096      | 7 425      | 7 892      | 8 357      | 8 878      |
| Hongrie                            | 8 125      | 8 056      | 8 104      | 8 144      | 8 140      | 8 147      | 8 198      | 8 400      | 8 702      |
| Angola                             | 6 415      | 6 531      | 6 753      | 6 967      | 7 357      | 7 645      | 7 828      | 8 125      | 8 535      |
| Côte d'Ivoire                      | 5 871      | 6 046      | 6 299      | 6 590      | 6 941      | 7 230      | 7 544      | 7 839      | 8 386      |
| Palestine                          |            |            |            |            |            |            | 4 732      | 6 813      | 8 359      |
| Éthiopie                           | 4 313      | 4 499      | 4 805      | 5 188      | 5 738      | 5 948      | 6 539      | 7 191      | 7 982      |
| Nigeria                            | 5 719      | 5 874      | 6 097      | 6 286      | 6 561      | 6 832      | 7 145      | 7 602      | 7 978      |
| Ex- Tchécoslovaquie                | 7 983      | 7 928      | 7 871      | 7 763      | 7 876      | 7 819      | 7 861      | 7 895      | 7 867      |
| Inconnus                           |            |            |            |            |            | 4 958      | 6 021      | 7 375      | 7 667      |
| Togo                               | 5 707      | 5 866      | 6 024      | 6 258      | 6 483      | 6 713      | 6 937      | 7 195      | 7 486      |
| Équateur                           | 6 215      | 6 283      | 6 408      | 6 591      | 6 731      | 6 835      | 7 010      | 7 226      | 7 479      |
| Moldavie                           |            |            |            |            |            |            | 4 323      | 5 618      | 6 521      |
| Suriname                           | 3 371      | 3 702      | 4 148      | 4 609      | 5 203      | 5 448      | 5 595      | 5 893      | 6 236      |
| Égypte                             | 4 441      | 4 636      | 4 856      | 5 095      | 5 308      | 5 400      | 5 625      | 5 923      | 6 226      |
| Népal                              |            |            |            |            |            |            | 4 904      | 5 360      | 5 922      |
| Érythrée                           |            |            |            |            |            |            |            | 4 417      | 5 767      |
| Suisse                             | 5 118      | 5 132      | 5 167      | 5 274      | 5 368      | 5 430      | 5 537      | 5 610      | 5 672      |
| Afrique du Sud                     |            |            |            |            |            |            |            | 4 968      | 5 194      |
| Canada                             |            |            |            |            |            |            | 4 969      | 5 048      | 5 134      |

### Acquisitions de la nationalité
Le droit belge de la nationalité était fort restrictif jusqu'en 1984, et basé sur le jus sanguinis paterni (on naissait belge si son père était belge). Depuis lors le code de la nationalité a subi par trois fois d'importantes modifications et l'accès à la nationalité belge est aujourd'hui extrêmement libéral. Il s'agit même d'un des droits les plus libéraux en la matière (d'après Bauböck et al., 2006). Un exemple est la durée de résidence de seulement trois ans requise pour la procédure de naturalisation. Elle constitue la durée de résidence la plus courte requise en la matière par un État européen[citation nécessaire]. Le tableau ci-dessus montre le nombre des acquisitions de la nationalité ces dernières années. Le pic des années 2000-2001 est lié à une modification du code de la nationalité intervenue en 1999 avec effet rétroactif.
Le nombre d'acquisitions de la nationalité a été tel qu'il occulte partiellement le poids réel de l'immigration de certains pays. Ce sont surtout les citoyens originaires de pays extra-européens qui ont bénéficié des nouvelles dispositions légales concernant la naturalisation. Ainsi, au sein des communautés d'origine marocaine, turque et congolaise, respectivement 67, 70 et 64 % des personnes étaient devenues belges en janvier 2005[citation nécessaire].
Pour analyser l'impact de l'immigration dans le pays, on ne peut plus recourir aux statistiques basées sur le nombre d'étrangers. Une meilleure approche est constituée par les statistiques regroupant toutes les personnes nées étrangères, c'est-à-dire l'ensemble des étrangers et des naturalisés.
Le résultat de cette situation est, que le nombre de naissances d'enfants étrangers se réduit de plus en plus. Après avoir atteint un maximum de 19,500 naissances en 1980, ce chiffre est tombé à un plus bas de 7.203 en 2003, pour remonter quelque peu par après. Désormais l'immense majorité des naissances issues de l'immigration sont belges.
| Population née étrangère        | Population née étrangère |
| Origine                         | Nombre (01-01-2005)      |
| ------------------------------- | ------------------------ |
| Union européenne à 15           | 805.418                  |
| Les 12 nouveaux membres de l'UE | 64.156                   |
| Reste de l'Europe               | 22.605                   |
| Turquie                         | 138.639                  |
| Maroc                           | 242.802                  |
| R. D. du Congo                  | 38.216                   |
| Autres pays du monde            | 258.639                  |
| Total général                   | 1.570.475                |

|                       | 1996   | 1999   | 2003   |
| --------------------- | ------ | ------ | ------ |
| Total                 | 24 425 | 24 273 | 33 785 |
| Afrique               | 9 973  | 13 159 | 16 088 |
| Afrique du nord       | 8 910  | 10 009 | 11 852 |
| -- Algérie            | 558    | 520    | 826    |
| -- Maroc              | 7 905  | 9 133  | 10 565 |
| -- Tunisie            | 406    | 301    | 383    |
| Afrique subsaharienne | 1 063  | 3 150  | 4 236  |
| -- Cameroun           | 6      | 85     | 214    |
| -- RDC                | 569    | 1 890  | 1 651  |
| Asie                  | 8 892  | 6 076  | 7 943  |
| -- Chine              | 158    | 154    | 251    |
| -- Inde               | 157    | 172    | 296    |
| -- Pakistan           | 115    | 131    | 270    |
| -- Turquie            | 7 066  | 4 402  | 5 186  |
| Europe                | 4 710  | 4 046  | 8 195  |
| -- Bosnie             | 6      | 93     | 405    |
| -- Espagne            | 262    | 137    | 299    |
| -- France             | 547    | 363    | 698    |
| -- Italie             | 1 940  | 1 187  | 2 646  |
| -- Pays-Bas           | 264    | 234    | 522    |
| -- Pologne            | 207    | 253    | 460    |
| -- Yougoslavie        | 378    | 514    | 992    |
| Amériques             | 333    | 444    | 1 054  |
| -- Brésil             | 26     | 36     | 124    |
| -- Colombie           | 23     | 59     | 133    |
| -- États-Unis         | 33     | 53     | 145    |
| Total                 | 24 425 | 24 273 | 33 785 |

|                    | Population 01-01-2003 | Naissances | Décès   | Solde naturel | Solde migratoire | Naturalisations | Rectifications et ajustements | Population 31-12-2003 |
| ------------------ | --------------------- | ---------- | ------- | ------------- | ---------------- | --------------- | ----------------------------- | --------------------- |
| Bruxelles-Capitale | 992 041               | 14 668     | 10 343  | 4 325         | 6 141            |                 |                               | 999 899               |
| -- dont étrangers  | 260 269               | 2 933      | 1 000   | 1 933         | 15 281           | - 12 342        |                               | 263 451               |
| Brabant wallon     | 358 012               | 3 858      | 3 263   | 595           | 2 485            |                 |                               | 360 717               |
| -- dont étrangers  | 29 721                | 216        | 134     | 82            | 1 332            | -799            |                               | 30 088                |
| Brabant flamand    | 1 027 839             | 10 425     | 9 810   | 615           | 5 217            |                 |                               | 1 031 904             |
| -- dont étrangers  | 60 690                | 517        | 204     | 313           | 3 512            | -1 575          |                               | 61 226                |
| Belgique           | 10 355 844            | 112 149    | 107 039 | 5 110         | 40 016           |                 |                               | 10 396 421            |
| -- dont étrangers  | 850 077               | 7 202      | 5 541   | 1 661         | 45 357           | -33 633         |                               | 860 287               |

|                                  | 2004   | 2014   | 2015   | 2016   | 2017   | 2018   | 2019   | 2020   | 2021   | 2022   | 2023   |
| -------------------------------- | ------ | ------ | ------ | ------ | ------ | ------ | ------ | ------ | ------ | ------ | ------ |
| Total                            | 34 754 | 18 726 | 27 071 | 31 935 | 37 399 | 36 200 | 40 594 | 33 915 | 39 233 | 48 482 | 55 213 |
| Maroc                            | 8 704  | 2 408  | 3 170  | 3 996  | 5 084  | 4 856  | 4 975  | 3 756  | 3 698  | 4 842  | 5 289  |
| Syrie                            |        |        | 185    | 253    | 243    | 474    | 979    | 1 431  | 3 385  | 3 615  | 3 776  |
| Roumanie                         | 314    | 824    | 1 192  | 1 535  | 2 031  | 2 219  | 2 409  | 2 079  | 1 968  | 2 791  | 3 460  |
| Afghanistan                      |        | 194    | 326    | 534    | 875    | 1 067  | 1 418  | 1 464  | 1 460  | 1 979  | 2 551  |
| Inconnus                         |        |        |        |        |        | 864    | 1 071  | 1 784  | 2 178  | 2 310  | 2 442  |
| Italie                           | 2 271  | 1 199  | 1 067  | 1 048  | 1 174  | 1 352  | 1 589  | 1 217  | 1 229  | 1 536  | 2 091  |
| Turquie                          | 4 467  | 691    | 843    | 989    | 1 061  | 985    | 1 073  | 882    | 911    | 1 797  | 1 978  |
| Pologne                          | 465    | 742    | 1 136  | 1 243  | 1 498  | 1 528  | 1 710  | 1 096  | 1 064  | 1 727  | 1 834  |
| Irak                             |        | 377    | 546    | 655    | 930    | 672    | 759    | 888    | 1 891  | 2 001  | 1 829  |
| République démocratique du Congo | 2 566  | 713    | 1 061  | 1 016  | 1 201  | 1 191  | 1 359  | 1 178  | 1 240  | 1 384  | 1 607  |
| Pays-Bas                         | 665    | 705    | 993    | 1 390  | 1 368  | 1 064  | 1 296  | 939    | 1 040  | 1 433  | 1 552  |
| France                           |        | 586    | 647    | 673    | 795    | 869    | 952    | 862    | 1 038  | 1 225  | 1 446  |
| Cameroun                         | 266    | 546    | 738    | 845    | 872    | 955    | 1 046  | 945    | 1 196  | 1 266  | 1 311  |
| Guinée                           |        | 416    | 635    | 681    | 972    | 855    | 832    | 711    | 790    | 1 069  | 1 271  |
| Espagne                          |        | 266    | 443    | 513    | 717    | 706    | 741    | 612    | 716    | 925    | 1 064  |
| Russie                           | 244    | 641    | 950    | 1 029  | 973    | 896    | 1 059  | 835    | 798    | 1 047  | 1 060  |
| Bulgarie                         |        | 326    | 526    | 579    | 655    | 554    | 773    | 596    | 697    | 824    | 1 003  |
| Inde                             |        | 214    | 312    | 440    | 569    | 564    | 606    | 515    | 536    | 750    | 972    |
| Somalie                          |        |        |        |        |        | 173    | 335    | 266    | 616    | 911    | 893    |
| Algérie                          |        |        |        |        |        |        |        |        |        | 603    | 774    |